# Dosuđe
Dosuđe (en serbe cyrillique : Досуђе) est un village du nord-est du Monténégro, dans la municipalité de Plav.

## Démographie

### Évolution historique de la population
| 1948 | 1953 | 1961 | 1971 | 1981 | 1991 | 2003 |
| ---- | ---- | ---- | ---- | ---- | ---- | ---- |
| 566  | 530  | 551  | 563  | 451  | 537  | 265  |